# Castellote
Castellote (aragónul Castellot) település Spanyolországban, Teruel tartományban. Castellote Alcorisa, Aguaviva, Villarluengo, Ejulve, Molinos, Berge, Seno, Mas de las Matas, Las Parras de Castellote, Zorita del Maestrazgo, Palanques, Forcall, Todolella és Bordón községekkel határos. Lakosainak száma 663 fő (2024).

## Népesség
A település népessége az utóbbi években az alábbiak szerint változott:
| Lakosok száma | 741  | 794  | 819  | 824  | 794  | 754  | 688  | 681  | 677  | 663  |
|               | 2001 | 2004 | 2007 | 2009 | 2012 | 2014 | 2017 | 2019 | 2022 | 2024 |